# Biguaçu
Biguaçu là một đô thị thuộc bang Santa Catarina, Brasil. Đô thị này có diện tích 325 km², dân số năm 2007 là 53499 người, mật độ 164,6 người/km².